# Полиакриловая кислота
Полиакриловая кислота (поликарбоксиэтилен) — полимер акриловой кислоты. Получают полимер радикальной полимеризацией акриловой кислоты в водном растворе или в среде органических растворителей (процесс экзотермичен).

## Свойства
Полиакриловая кислота и её соли — стеклообразные хрупкие бесцветные полимеры. Для кислоты температура стеклования составляет 106 °C, для её натриевой соли — 230 °C (для сравнения, температура стеклования полиметакриловой кислоты составляет 228 °C, её натриевой соли — 310 °C). При нагревании кислоты происходит ангидридизация с образованием преимущественно цикличных ангидридных звеньев, если температура выше 250 °С — декарбоксилирование и сшивание.

### Растворимость
Полиакриловая кислота хорошо растворима в диоксане, метаноле, этаноле, формамиде, ДМФА; не растворима в своем мономере, ацетоне, диэтиловом эфире, углеводородах.
Полиакриловая кислота — слабый полиэлектролит; в бессолевом водном растворе рКа = 4,8 и почти линейно возрастает с увеличением степени нейтрализации, в точке полунейтрализации рКа = 6,8. Вязкость водного раствора полиакриловой кислоты возрастает при увеличении степени нейтрализации. Для водных растворов кислоты и её солей характерен полиэлектролитный эффект.
При смешении водных растворов полиакриловой кислоты с растворами катионных полимеров, поверхностно-активных веществ и некоторых лекарств возможно образование нерастворимых комплексов. Эти комплексы, как правило, образуются посредством сил электростатического притяжения. Полиакриловая кислота также образует комплексы с неионными полимерами посредством водородных связей.

## Применение
В сухом виде полиакриловую кислоту используют как очень сильный осушитель, в том числе в детских подгузниках.
В виде водных растворов применяют кислоту и её соли в виде водных растворов как:
- стабилизаторы и флокулянты коллоидных систем в технологических процессах;
- структурообразователи и загустители;
- связующие при создании, например, пломбировочных материалов в медицине;
- антистатики для волокон и кож;
- для получения полимер-полимерных комплексов.
- в качестве связующего в ЛИА.

Полиакриловая кислота — носитель физиологически активных веществ, ферментов; её соли железа обладают кровоостанавливающей способностью. Сшитые полимеры и сополимеры акриловой кислоты — ионообменные смолы, в том числе комплексообразующие.